# Hrvatski parlamentarni izbori 2007.
Izbori za zastupnike u Hrvatski sabor održani su 25. studenog 2007. godine, odnosno 24. i 25. studenog za birače izvan Hrvatske. Građani Republike Hrvatske birali su:
- 140 zastupnika u 10 izbornih jedinica na području Republike Hrvatske
- do 14 zastupnika birača koji nemaju prebivalište u Republici Hrvatskoj (tzv. zastupnici dijaspore)
- 8 zastupnika nacionalnih manjina.

Na izborima nijedna stranka nije dobila apsolutnu većinu - HDZ je osvojio najviše mandata, 66, dok je SDP bio drugoplasirana stranka s 56 mandata. 
Pojavile su se i nepravilnosti oko broja birača: Državni ured za upravu pod vodstvom Antuna Palarića samo nekoliko dana prije izbora objavio je popis birača prema kojem u Hrvatskoj ima 4,073.294 birača, što je oko 105.000 birača više nego 2003. godine. Kako je u Hrvatskoj oko 900.000 onih koji nemaju biračko pravo jer su mlađi od 18 godina, proizlazi da Hrvatska ima oko 5 milijuna stanovnika, što je u suprotnosti s popisom stanovištva iz 2001. prema kojem je ona imala samo 4,4 milijuna.
GONG je nakon izbora ponovno upozorio na problem neažuriranih popisa birača za inozemstvo, odnosno na postojanje velikog broja preminulih birača u tim popisima. Procjena GONG-a je da se radi o "najmanje 20 posto birača".

## Raspisivanje izbora
Hrvatski sabor je 12. listopada 2007. godine jednoglasno donio odluku o raspuštanju svog 5. saziva. 17. listopada Predsjednik Republike Hrvatske raspisao je izbore za 25. studenoga, čime je započeo rok od 14 dana za predaju i verifikaciju kandidacijskih lista Državnom izbornom povjerenstvu. Rok je za prijavu kandidacijskih lista istekao je 31. listopada u ponoć.
Državno izborno povjerenstvo zaprimilo je ukupno 323 prijedloga kandidatura, i to 251
prijedloga lista kandidata te 72 prijedloga kandidata nacionalnih manjina koje u XII.
izbornoj jedinici biraju svoje zastupnike u Hrvatski sabor. 
Po izbornim jedinicama:
| izborna jedinica | liste                      | liste     | liste    | ukupno |
| izborna jedinica | samostalne polit. stranaka | koalicija | neovisne | ukupno |
| ---------------- | -------------------------- | --------- | -------- | ------ |
| I.               | 19                         | 6         | 2        | 27     |
| II.              | 17                         | 6         | 1        | 24     |
| III.             | 21                         | 4         | –        | 25     |
| IV.              | 18                         | 3         | 2        | 23     |
| V.               | 15                         | 4         | –        | 19     |
| VI.              | 15                         | 6         | 2        | 23     |
| VII.             | 18                         | 4         | 2        | 24     |
| VIII.            | 18                         | 6         | –        | 24     |
| IX.              | 18                         | 4         | 2        | 24     |
| X.               | 18                         | 4         | 3        | 25     |
| XI.              | 10                         | 1         | 2        | 13     |

U XII. izbornoj jedinici je bilo ukupno 72 prijedloga (61 prijedlog političkih stranaka i udruga, te 11 prijedloga birača).
Od ukupno 3.585 kandidata u pristiglim kandidaturama, njih 2512 (70,07%) su
muškarci, a 1.073 (29,93%) žene. Prosjek dobi je 43,41 godina ukupno; prosjek starosti
muškaraca je 44,70, a prosjek starosti žena 40,40 godina. Najmlađi kandidat rođen je
1989. godine, isto kao i najmlađa kandidatkinja; najstariji kandidat rođen je 1924.
godine, a najstarija kandidatkinja 1918.

## Tijek kampanje
Izborna promidžba počela je danom objave zbirnih lista izbornih jedinica, odnosno 3. studenog i trajala je tri tjedna. Predizborna kampanja završila je 23. studenog u ponoć, kada je započela predizborna šutnja (dan prije i na sam dan izbora).
Kampanjom su dominirali SDP i HDZ:
- SDP je najavljivao da će onemogućiti u budućnosti glasanje "dijaspore", te da će uvesti porez na kapitalnu dobit (od dionica i investicijskih fondova) i smanjiti infrastrukturna ulaganja,[4] a Ljubo Jurčić je najavljen kao budući premijer;[5]
- HDZ je obećavao nastavak dosadašnje politike (slogan "Idemo dalje"), suprotstavio se uvođenju novih poreza,[6] i iznio plan završetka studija za one koji iz nekog razloga nisu uspjeli studij dovesti do kraja;
- HSS i HSLS su na izbore izašli u koaliciji; iznijeli su plan o većim ulaganjima u poljoprivredu, minimalnoj mirovini[7] i većoj raspodjeli poreza lokalnoj samoupravi.[8]

Iako je bilo najavljivano televizijsko sučeljavanje dvaju najjačih stranaka, do toga nije došlo. Osim toga na ovim izborima prvi put su televizije same odlučivale o praćenju preizborne kampanje, čime je izbjegnuto trošenje resursa na veliki broj marginarlih listi i kandidata.

## Tijek izbora
Izbori su prošli bez većih nepravilnosti, ocijenilo je Državno izborno povjerenstvo. U Bosni i Hercegovini su zabilježene velike gužve na nekim biračkim mjestima.
Odmah po zatvaranju biračkih mjesta iza 19:00, objavljene su prve ankete koje su davale bitnu prednost SDP-u, da bi se par sati kasnije, kada su počeli pristizati neslužbeni rezultati Državnog izbornog povjerenstva, situacija okrenula u korist HDZ-a.

## Izborni rezultati
Državno izborno povjerenstvo objavilo je rezultate glasovanja nakon što mu dostavljeni zapisnici s biračkih mjesta i izbornih povjerenstava. 

### Odaziv
Odaziv birača u Hrvatskoj je bio nešto manji nego na prošlim parlamentarnim izborima:
| izb.jed.       | I       | II      | III     | IV      | V       | VI      | VII     | VIII    | IX      | X       | XI      | ukupno    |
| -------------- | ------- | ------- | ------- | ------- | ------- | ------- | ------- | ------- | ------- | ------- | ------- | --------- |
| broj birača    | 361 236 | 399 648 | 366 005 | 335 091 | 372 163 | 356 575 | 403 812 | 385 594 | 426 199 | 416 017 | 404 950 | 4 227 290 |
| pristupilo gl. | 243 980 | 254 571 | 249 111 | 211 839 | 216 335 | 224 986 | 264 795 | 240 250 | 259 018 | 264 193 | 90 482  | 2 519 560 |
| glasalo        | 243 480 | 254 269 | 249 041 | 211 426 | 215 937 | 224 554 | 264 232 | 239 987 | 258 593 | 263 372 | 90 402  | 2 515 293 |
| odziv          | 67,4%   | 63,6%   | 68,0%   | 63,1%   | 58,0%   | 63,0%   | 65,4%   | 62,2%   | 60,7%   | 63,3%   | 22,3%   | 59,5%     |

(Podaci DZS, "glasalo" se odnosi na broj listića; jer se na nekim mjestima izbori ponavljaju, ovo su privremeni i neslužbeni rezultati.)

### Postotci po izbornim jedinicama
Prema neslužbenim rezultatima objavljenim 26. studenog ujutro, najviše mjesta u Saboru dobivaju HDZ (61) i SDP (56), bez računanja glasova birača koji nemaju trajno prebivalište Republici Hrvatskoj.
Neslužbeni rezultati po izbornim jedinicama (samo liste koje na nivou Hrvatske ulaze u Sabor; neke liste su imale dodatne koalicijske članove u nekim izbornim jedinicama):
| izb. jed. | I.      | II.    | III.   | IV.    | V.     | VI.    | VII.   | VIII.  | IX.    | X.     |
| --------- | ------- | ------ | ------ | ------ | ------ | ------ | ------ | ------ | ------ | ------ |
| HDZ       | 31,03 % | 31,83% | 23,85% | 31,20% | 42,75% | 34,23% | 35,14% | 21,16% | 52,09% | 44,54% |
| SDP       | 42,07 % | 33,33% | 30,79% | 26,80% | 26,69% | 36,08% | 36,90% | 40,99% | 22,63% | 28,27% |
| HNS       | 6,43 %  | 4,47%  | 25,34% | 4,64%  | 4,31%  | 5,42%  | 5,52%  | 5,21%  | 3,79%  | 4,83%  |
| HSLS-HSS  | 4,38 %  | 16,53% | 9,95%  | 4,04%  | 5,54%  | 8,27%  | 6,49%  | 2,93%  | 3,29%  | 5,71%  |
| HSU       | 4,87 %  | 4,29%  | 3,53%  | 4,89%  | 3,71%  | 4,44%  | 4,53%  | 5,85%  | 3,38%  | 3,03%  |
| HSP       | 2,40 %  | 2,93%  | 1,67%  | 7,98%  | 5,19%  | 3,44%  | 3,25%  | 1,81%  | 3,43%  | 3,49%  |
| HDSSB     | —       | —      | —      | 15,23% | 6,00%  | —      | —      | —      | —      | —      |
| IDS       | —       | —      | —      | —      | —      | —      | —      | 16,18% | —      | —      |

Neslužbeni rezultati za 4 liste s najvećim brojem glasova, prikazani grafički, su sljedeći (samo izborne jedinice I-X):
- Rezultat HDZ
- Rezultat SDP
- Rezultat HSS-HSLS
- Rezultat HNS

### Mandati po izbornim jedinicama
Prema projekciji DIP-a 27. studenog, mandati su ovako podijeljeni:
| izb. jed. | I | II | III | IV | V | VI | VII | VIII | IX | X | XI | ukupno |
| --------- | - | -- | --- | -- | - | -- | --- | ---- | -- | - | -- | ------ |
| HDZ       | 5 | 5  | 4   | 6  | 8 | 6  | 6   | 3    | 10 | 8 | 5  | 66     |
| SDP       | 8 | 6  | 5   | 5  | 4 | 6  | 6   | 7    | 4  | 5 | —  | 56     |
| HSLS-HSS  | — | 3  | 1   | —  | 1 | 1  | 1   | —    | —  | 1 | —  | 8      |
| HNS       | 1 | —  | 4   | —  | — | 1  | 1   | —    | —  | — | —  | 7      |
| HSU       | — | —  | —   | —  | — | —  | —   | 1    | —  | — | —  | 1      |
| HSP       | — | —  | —   | 1  | — | —  | —   | —    | —  | — | —  | 1      |
| HDSSB     | — | —  | —   | 2  | 1 | —  | —   | —    | —  | — | —  | 3      |
| IDS       | — | —  | —   | —  | — | —  | —   | 3    | —  | — | —  | 3      |

Sveukupno, HDZ je dobio 66 mandata, SDP 56, manjine 8, HSS-HSLS-PGS-ZDS 8, HNS 7, IDS 3, HDSSB 3, HSP 1 a HSU 1.

### Službeni rezultati
| ██ HDZ (66) ██ HSS (6) ██ HSLS (2) ██ SDAH (1) ██ HSU (1) ██ SDP (56) | ██ HNS (7) ██ IDS (3) ██ HDSSB (3) ██ SDSS (3) ██ HSP (1) ██ Nezavisni zastupnici (4) |

██ Koalicija SDP - HSLS
██ HDZ
| Stranka                                                | Glasovi   | Glasovi | Mandati | Mandati |
| Stranka                                                | Ukupno    | %       | Ukupno  | +/−     |
| ------------------------------------------------------ | --------- | ------- | ------- | ------- |
| HDZ                                                    | 907.724   | 36,60   | 66      | ▬       |
| SDP                                                    | 775.690   | 31,30   | 56      | 22      |
| HSS-HSLS-PGS                                           | 161.814   | 6,53    | 8       | ▼ 5     |
| HNS                                                    | 168.440   | 6,80    | 7       | ▼ 3     |
| HDSSB                                                  | 44.552    | 1,80    | 3       | 3       |
| IDS                                                    | 38.267    | 1,54    | 3       | ▼ 1     |
| HSU                                                    | 101.091   | 4,08    | 1       | ▼ 2     |
| HSP                                                    | 86.863    | 3,50    | 1       | ▼ 7     |
| Nacionalne manjine                                     | —         | —       | 8       | ±0      |
| Ostali                                                 | 194.577   | 7,85    | —       |         |
| Ukupno                                                 | 2.479.018 | 100,00  | 153     |         |
| Izvor: Državno izborno povjerenstvo Republike Hrvatske |           |         |         |         |

### Po političkim strankama
| Koalicija | Koalicija          | Stranka | Mandati stranke | Mandati koalicije |
| --------- | ------------------ | ------- | --------------- | ----------------- |
|           | HDZ                | HDZ     | 66              | 66                |
|           | SDP                | SDP     | 56              | 56                |
|           | HSS, HSLS, PGS     | HSS     | 6               | 8                 |
| HSLS      | HSS, HSLS, PGS     | 2       |                 | 8                 |
|           | HNS                | HNS     | 7               | 7                 |
|           | HDSSB              | HDSSB   | 3               | 3                 |
|           | IDS                | IDS     | 3               | 3                 |
|           | HSU                | HSU     | 1               | 1                 |
|           | HSP                | HSP     | 1               | 1                 |
|           | Nacionalne manjine | SDSS    | 3               | 8                 |
| SDAH      | Nacionalne manjine | 1       |                 | 8                 |
| nezavisni | Nacionalne manjine | 4       |                 | 8                 |
| Ukupno    | Ukupno             | Ukupno  | 153             | 153               |

*HDZ je osvojio svih 5 zastupnika u dijaspori

## Povjeravanje mandata i sastavljanje vlade
Nakon izbora, sat prije ponoći na noć 25. studenog 2007., Ivo Sanader je objavio pobjedu HDZ-a i najavio sastavljanje vlade, čak dodavši da je razgovarao s predsjednikom Mesićem koji mu je čestitao na pobjedi. HDZ je, zajedno s glasovima iz dijaspore, dobio 66 mandata u saboru te je tako ostao najjača stranka u Hrvatskoj, no nije dobio aposlutnu većinu jer za sabor treba 77 mandata za većinu. Zoran Milanović nije objavio poraz te je najavio kako SDP kreće u potragu za koalicijom za sastavljane vlade. Sanader je na to izjavio: "Pozivam one koji misle da se trgovinom može dobiti mandat da se okane ćoravog posla", dodavši da oni "moraju shvatiti što je demokracija" i da se od "izbornih gubitnika ne može dobiti izborne pobjednike".
Na konferenciji za novinare koju su organizirali koalicija HSS-HSLS, koja je dobila 8 mandata, predsjednici stranaka iznijeli su svoje viđenje prihvaćanja koalicijskih odnosa sa SDP-om i HDZ-om. Kako je to istaknuo predsjednik HSS-a Josip Friščić, to će biti proces koji su oni podijelili u četiri faze. U prvoj će razgovarati sa svima. Taj će dio odraditi predsjednici stranaka. U drugoj fazi, nakon što bude poznat mandatar, počet će pregovori koje će voditi pregovarački timovi. U trećoj fazi namjeravaju postići dogovor oko teksta koalicijskog ugovora, a tek kao četvrta faza dolazi potpisivanje dogovora. Friščić je istaknuo kako će zbog toga stvaranje vlade trajati dulje ili kraće, ovisno o partnerima. "Nije se štedjelo na ponudama i foteljama u ponoć. No, mi smo se odlučili na duže pregovore jer smatramo da Hrvatskoj treba programska koalicija", istaknula je predsjednica HSLS-a Đurđa Adlešič. Prvu stranku na svoju stranu je uspio pridobiti HDZ: Manjinski zastupnik, predstavnik Mreže romskih udruga, Nazif Memedi potpisao je 27. studenog sporazum s predsjednikom HDZ-a Ivom Sanaderom kojim će premijera poduprijeti kao mandatara za sastav Vlade, a u Saboru će podupirati prijedloge HDZ-ove Vlade.
Na konferenciji za novinare 29. studenog, saborski zastupnik IDS-a Damir Kajin je izjavio kako su ovo bili teški izbori i za IDS i za glasače, napominjući da je stvorena lažna dvojba ili HDZ ili SDP, jer se nakraju pokazalo, kaže Kajin, da bez treće stranke mogu samo koalicijom do vlasti. Iako je teško reći kome će predsjednik Stjepan Mesić dati mandat, Kajin je izjavio kako će to ipak biti lijevi centar, dodajući kako je nedopustivo da HDZ šalje poruku "bit će demonstracija ako ne dobijemo mandat. Hrvatska nije Ukrajina i to Sanaderu ne treba. Do petka će se ionako sve znati".
Mesić je na to izjavio da će čekati službene rezultate izbora dok ne da mandat nekoj stranci za sastavljanje vlade, istaknuvši kako će mandat ponuditi na temelju Ustava RH, čl. 97. Na inzistiranje nekih glasova da HDZ-u da mandat pošto je stranka s najviše glasova, Mesić je 29. studenog izjavio: "U Srbiji radikali uvijek pobjeđuju, ali nikad nisu sastavljali vladu".
Ipak, Mesić je mandat za sastavljanje Vlade dao Ivi Sanaderu, koji je uspio sastaviti većinu od 82 zastupnika, sklapajući koalicijski sporazum s HSS-om i HSLS-om, te SDSS-om i još nekim predstavnicima manjina. Šesti saziv Hrvatskog sabora konstituiran je 11. siječnja, a povjerenje novoj Vladi izglasano je 12. siječnja 2008. godine.

## Vanjske poveznice
- Državno izborno povjerenstvo Republike Hrvatske
- Večernji list - Izbori 2007.  Arhivirana inačica izvorne stranice od 30. studenoga 2007. (Wayback Machine)
- GONG